# Horse Guards (bâtiment)
Pour l’article homonyme, voir Horse Guards.
Horse Guards est un bâtiment classé de style palladien entre Whitehall et le Horse Guards Parade à Londres.
Le premier bâtiment des Horse Guards a été construit sur le site de l'ancienne carrière du palais de Westminster en 1664. Il a été démoli en 1749 et a été remplacé par l'actuel bâtiment. Ce dernier a été construit entre 1751 et 1753 par John Vardy d'après William Kent.
La Horse Guards Road s'étend du nord-sud sur la limite ouest du Horse Guards Parade, tandis que la Horse Guards Avenue (en) va de Whitehall de l'autre côté du bâtiment au Victoria Embankment.
Le bâtiment a servi comme bureaux du Commander-in-Chief of the Forces jusqu'en 1904 où le poste a été supprimé et remplacé par le Chief of the Imperial General Staff. Celui-ci s'installe au War Office en 1906 et le Horse Guards est par la suite devenu le siège de deux commandements : celui du London District et celui de la Household Cavalry.
Le bâtiment est l'entrée officielle et symbolique au palais St. James via St James's Park. Seul le monarque est autorisé à passer en voiture à travers son arche centrale, mis à part ceux ayant reçu un laissez-passer.
Le Household Cavalry Museum, un musée, est situé dans le bâtiment.

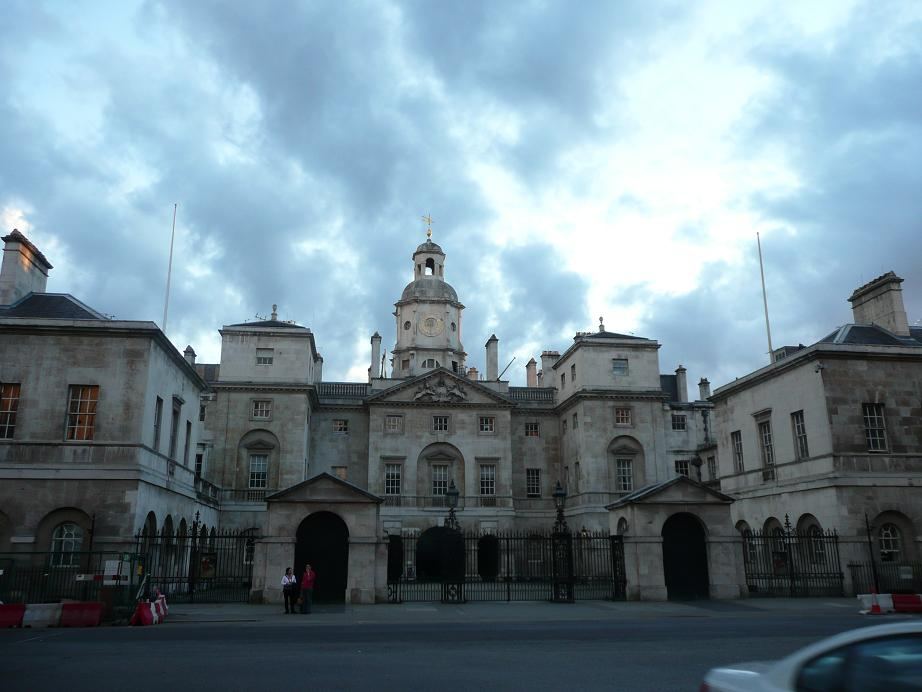
Le Horse Guards vu depuis Whitehall.
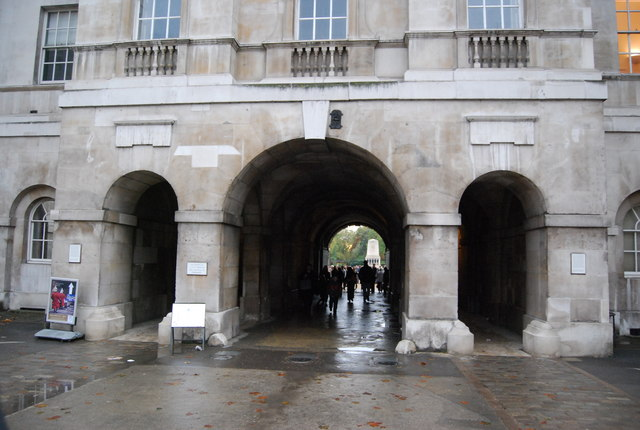
L'arche centrale du bâtiment.
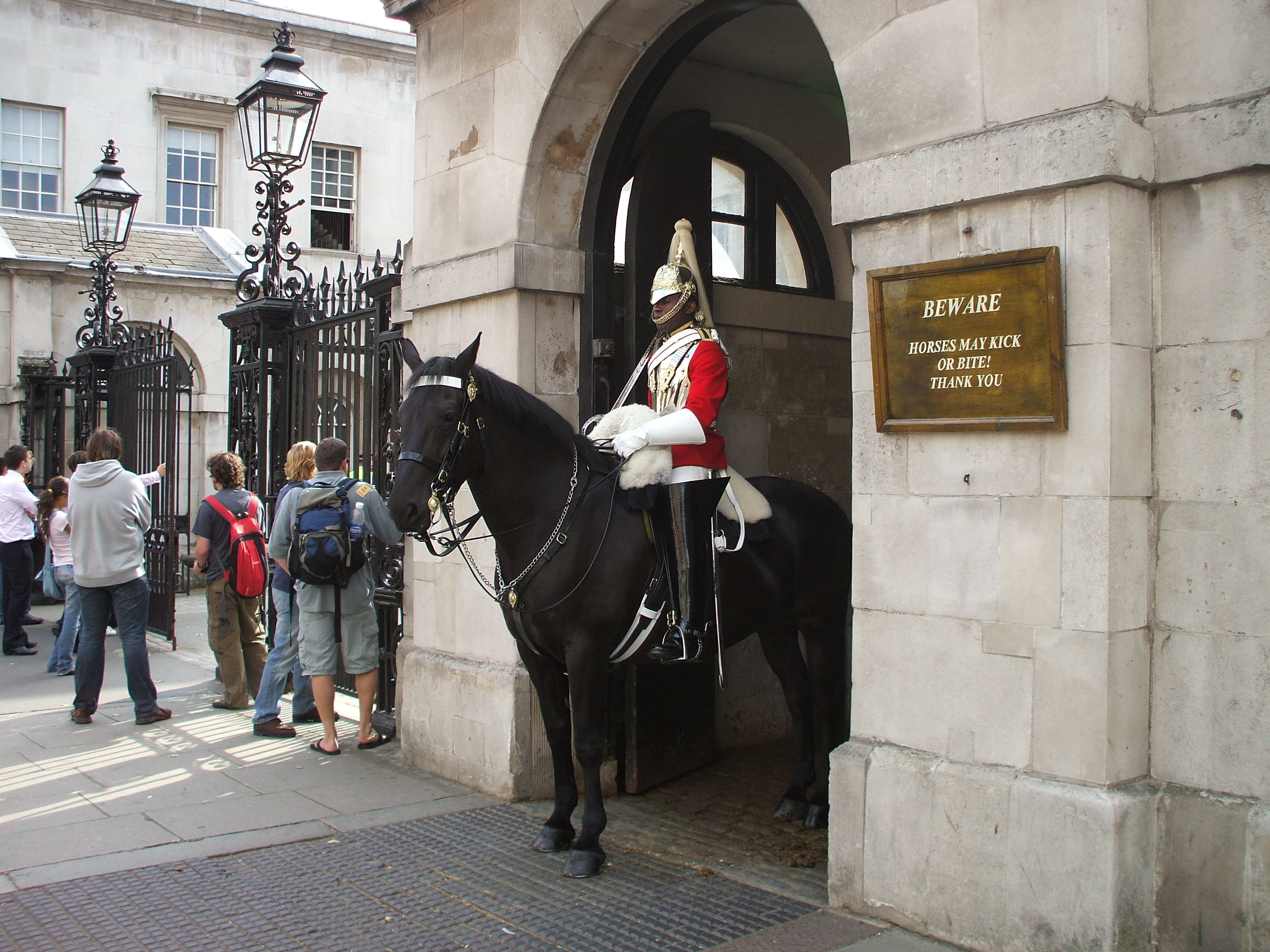
Un Horse Guards montant la garde.
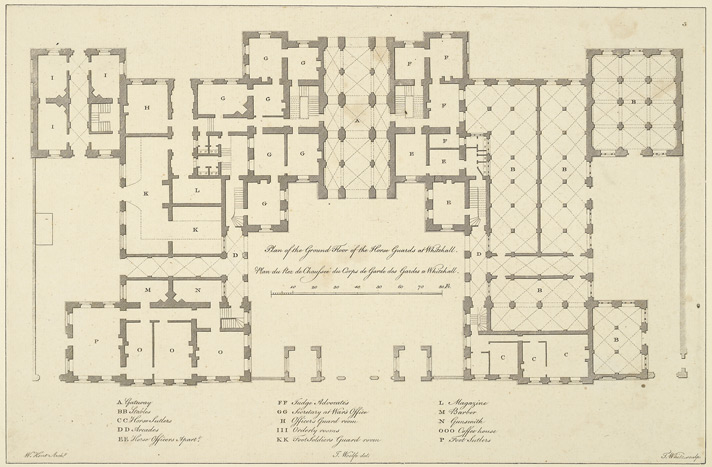
Plan du bâtiment en 1750.
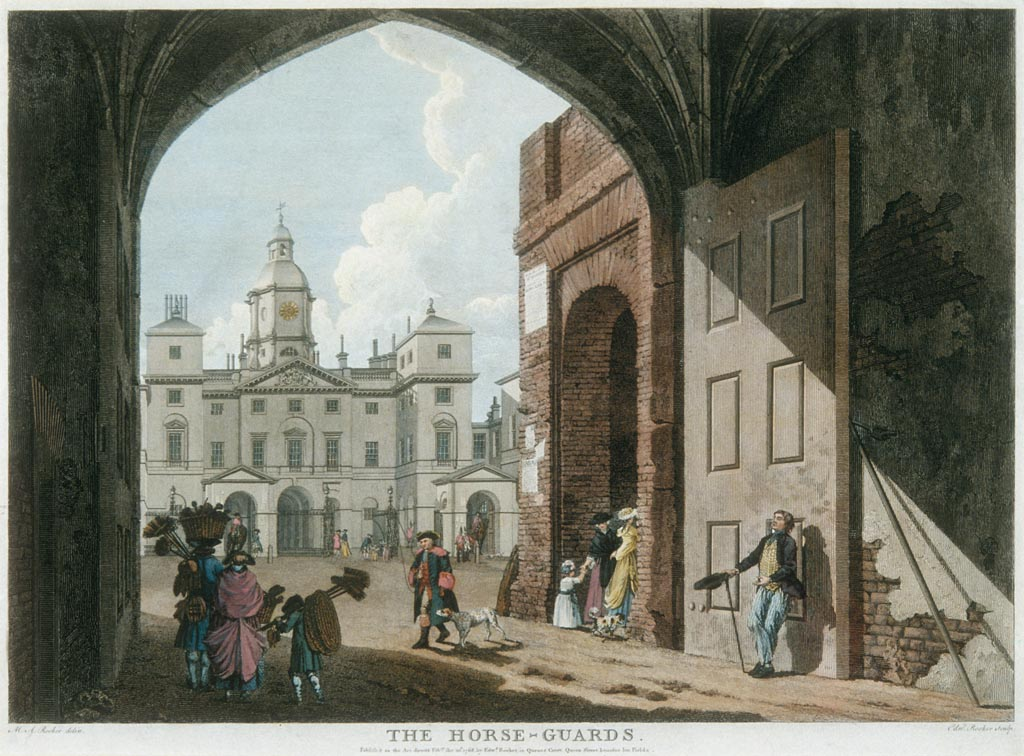
Le bâtiment par Edward Rooker d'après Michael Angelo Rooker.